# 22 Dywizja Piechoty Górskiej

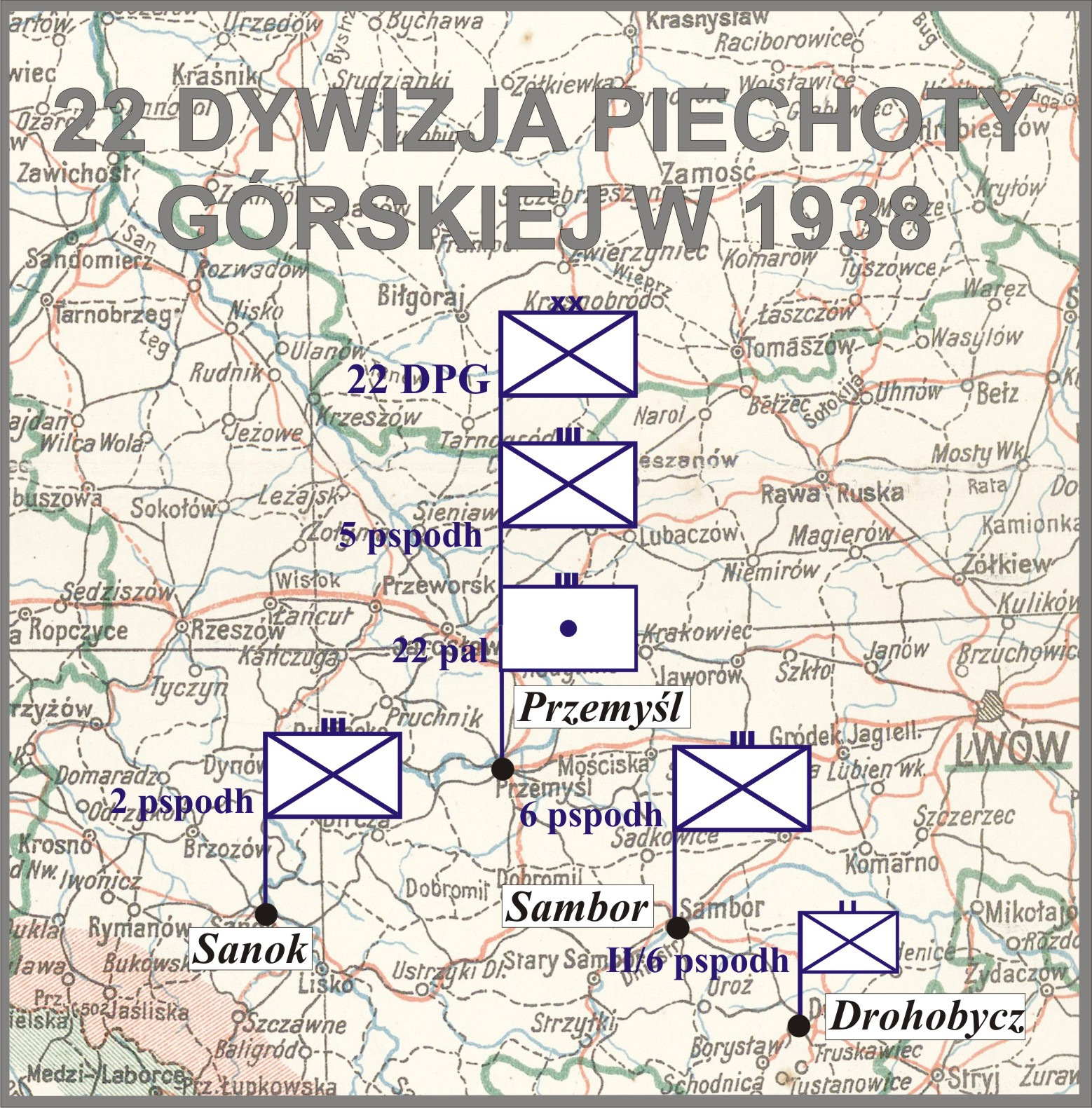
22 DP w 1938

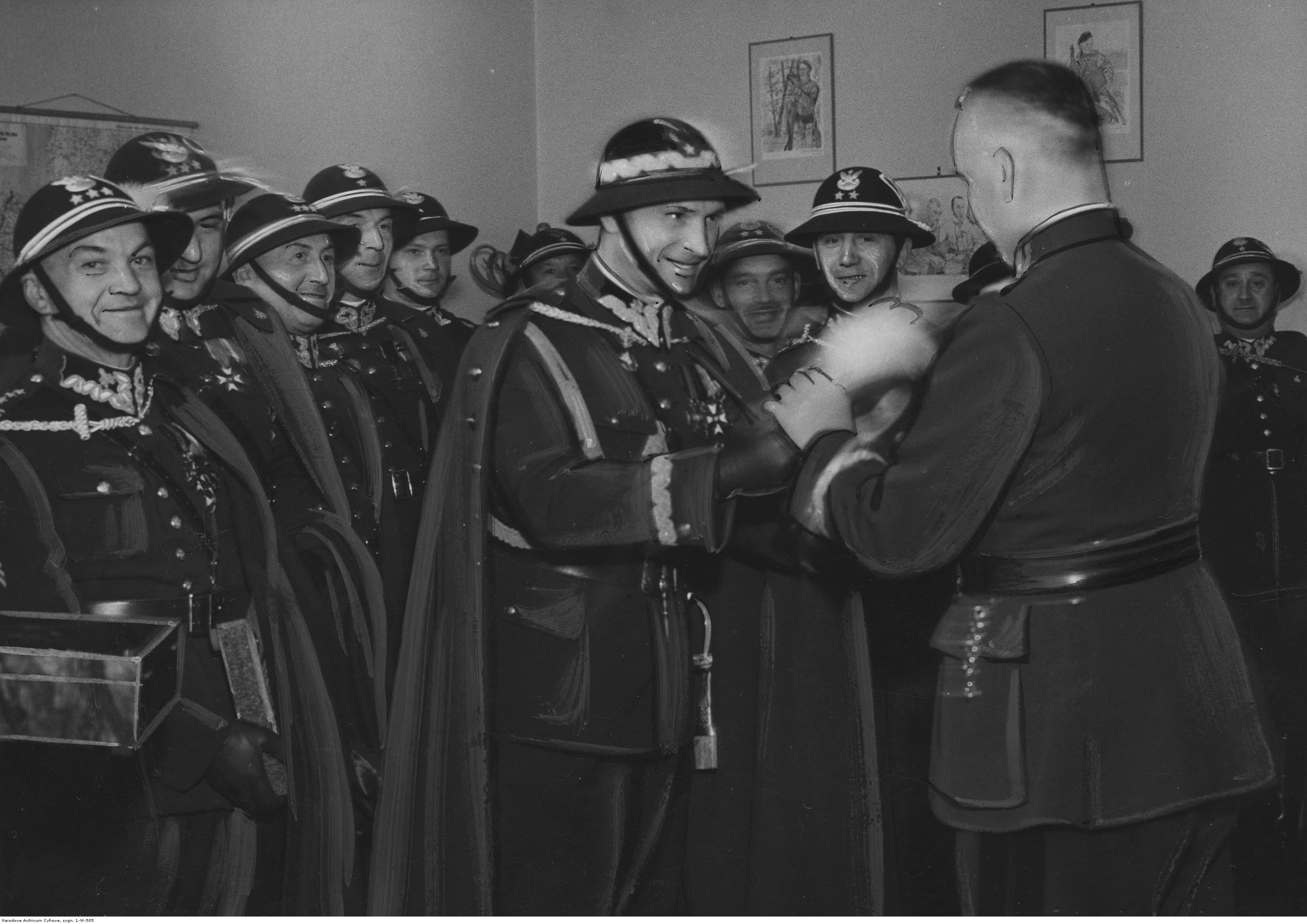
Gen. Mieczysław Boruta-Spiechowicz wręcza gen. Kazimierzowi Sosnkowskiemu odznaki pułkowe 22 DP z peleryną i kapeluszem; kwiecień 1936

22 Dywizja Piechoty Górskiej (22 DPG) – wielka jednostka piechoty Wojska Polskiego II RP.
W okresie  międzywojennym dowództwo 22 DPG stacjonowało w Przemyślu. W jej skład w 1923 wchodziły: 2 pspodh, 5 pspodh i 6 pspodh.

W czasie kampanii wrześniowej dywizja walczyła w składzie Armii „Kraków”. Przetransportowana koleją do Trzebini, zajęła pozycje obronne  pod Olkuszem. W czasie odwrotu toczyła walki z oddziałami niemieckiej 5 DPanc. 10 września została  rozbita pod Staszowem. Jej 6 pspodh bił się jeszcze w bitwie pod Cześnikami.

## Okres międzywojenny
Po wojnie polsko-bolszewickiej przy przejściu na etat pokojowy na bazie 21 Dywizji Piechoty sformowano:
- 1 Dywizję Górską (1, 3, 4 psph, 1 pag),
- 2 Dywizję Górską (2, 5, 6 psph, 2 pag).

Z dniem 1 marca 1925 Minister Spraw Wojskowych przemianował 2 Dywizję Górską na 22 Dywizję Piechoty, 14 kwietnia 1925 zaś zmienił poprzedni rozkaz, ustalając nazwę dywizji na 22 Dywizja Piechoty Górskiej

Organizacja pokojowa 22 DPG
- dowództwo 22 Dywizji Piechoty Górskiej w Przemyślu[7]
- kompania łączności 22 DP w Przemyślu[8]
- 2 pułk strzelców podhalańskich w Sanoku
- 5 pułk strzelców podhalańskich w Przemyślu
- 6 pułk strzelców podhalańskich w Samborze (II/6 pspodh w Drohobyczu)
- 22 pułk artylerii lekkiej w Przemyślu

## Obsada personalna Dowództwa 2DG/22 DPG w latach 1921–1939
Dowódcy dywizji
- gen. bryg. Wacław Fara (26 IX 1921 – 15 XI 1923)
- płk piech. Gustaw Truskolaski (p.o. 15 XI 1923 – 15 VIII 1924)
- gen. dyw. Wacław Fara (15 VIII – 9 XI 1924)
- gen. bryg. Gustaw Truskolaski (20 XII 1924 – 17 III 1927)
- gen. bryg. Stanisław Wieroński (17 III 1927 – 12 X 1934)
- gen. bryg. Mieczysław Boruta-Spiechowicz (12 X 1934 – 24 III 1939 → dowódca GO „Bielsko”)
- płk piech. Leon Grot (p.o. 24 III – VIII 1939)
- płk dypl. piech. Leopold Endel-Ragis (VIII – IX 1939)

Dowódcy piechoty dywizyjnej
- płk piech. Gustaw Truskolaski (III 1922 – 3 XII 1924)
- płk piech. Kazimierz Topoliński (15 I 1925[9] – I 1928 → stan spoczynku[10])
- płk dypl. Mieczysław Wyżeł-Ścieżyński (I 1928[11] – I 1930 → stan spoczynku[12])
- płk piech. Władysław Dragat (I 1930[13] - 1934 → pomocnik dowódcy OK III ds. uzupełnień)
- płk dypl. piech. Zygmunt Durski (od 1934[14])
- płk piech. Leon Grot (1939)

Szefowie sztabu
- mjr SG Bronisław Prugar-Ketling (IX 1921 – 15 X 1924 → szef Oddziału Ogólnego Sztabu DOK X[15])
- mjr SG Piotr Bartak (15 X 1924[15][16] – X 1926[17])
- mjr SG (art.) Władysław Szymański (do 31 X 1927 → referent w Inspektoracie Armii)
- mjr SG (art.) Józef Bobowski (31 X 1927 – 26 IV 1928 → dyspozycja dowódcy OK X)
- mjr dypl. piech. Jerzy Pajączkowski-Dydyński (26 IV 1928 – VI 1930 → Oddział IV SG)
- kpt. dypl. art. Eugeniusz Hinterhoff (VI 1930 – XI 1932 → dyspozycja dowódcy OK X)
- mjr dypl. Józef Gryglaszewski (28 XII 1932[18] – 22 X 1935 → dowódca baonu 4 pspodh)
- ppłk dypl. piech. Feliks Tadeusz Wójcik (22 X 1935 – † 10 IX 1939)

## Kampania wrześniowa 1939
Dywizja początkowo dywizja miała wejść w skład Armii „Łódź", lecz 28 sierpnia została oddana do odwodu Naczelnego Wodza i otrzymała zadanie skoncentrowania się w rejonie Dębicy.
22 Dywizja Piechoty Górskiej wchodziła początkowo w skład Armii „Karpaty”. Według planów Naczelnego Wodza marszałka Edwarda Rydza-Śmigłego dywizja miała zostać przydzielona jako odwód do Armii „Łódź” gen. dyw. Juliusza Rómmla, lecz opóźnione wskutek zbyt późnego zmobilizowania oraz ciągłych bombardowań linii kolejowych transporty jej oddziałów nigdy nie dotarły do celu. W pierwszych dniach września koncentrowała się więc w rejonie Krzeszowic i Trzebini. Już 2 września dywizja została przeniesiona do Armii „Kraków” gen. Antoniego Szyllinga w celu zastąpienia zniszczonej 7 DP. Początkowo przewidziana była do odwodu południowego Armii wraz z 38 DP do osłony jej skrzydła od północy na styku z Armią „Łódź”.
2 września wyładowała się w rejonie Olkusza. Wcześniej wydzielono z niej w celu wzmocnienia południowego odcinka frontu po batalionie z 5 i 6 pułku Strzelców Podhalańskich i skierowano do 156 pp ppłk Ignacego Młyńca. Dywizja rozwinęła się obronnie wokół Olkusza w oczekiwaniu na oddziały GO „Śląsk” gen. bryg. Jana Jagmina-Sadowskiego. Stanowiła najbardziej wysuniętą na północ wielką jednostkę z Armii „Kraków”. 4 września otrzymała rozkaz odwrotu nad Nidę w kierunku Pińczowa i Miechowa. 8 września skierowała się na Stopnicę. Po drodze dowódca skierował dywizję na opanowane przez niemieckie oddziały pancerne Busko. Zamierzał poprzez chrzest bojowy wzmóc morale swoich żołnierzy. Przed wykonaniem ataku, myśląc, że dywizja została okrążona, rozdzielił swoje oddziały, pozbawiając się w ten sposób wpływania na całość jednostki. Pod wieczór stan dywizji był bliski paniki. W Busku Niemców nie było, podjęto więc marsz na Stopnicę. 9 września nastąpiło spotkanie z Niemcami pod Broniną, gdzie drogę zastąpił niemiecki dywizjon rozpoznawczy z VII Korpusu Armijnego wzmocniony batalionem saperów zmotoryzowanych i czołgami z 5 DPanc. Płk Endel-Ragis – chcąc rozbić Niemców bezustannie zagrażających jego skrzydłu – uzyskał w końcu możliwość realizacji swych planów i po wielokrotnych prośbach wymógł na dowódcy Armii „Kraków” pozwolenie na uderzenie w nocy z 9 na 10 września na Staszów, jednakże tylko częścią 22 DPG. Płk Endel-Ragis defetystycznie nastawiony do zaistniałej sytuacji, podzielił poszczególne pododdziały dywizji i przydzielił je do poszczególnych kolumn (sam znalazł się przy 5 pułku Strzelców Podhalańskich) oraz wydał nie rokujące powodzenia rozkazy do przebijania się.
Dywizja w bardzo ciężkim nocnym boju rozbiła niemiecki oddział zaporowy, niszcząc bardzo dużo sprzętu nieprzyjacielskiego i biorąc wielu jeńców, jednak poniosła zarazem bardzo ciężkie straty i – nie mając w praktyce dowódcy uległa rozsypce (płk Endel-Ragis widząc lokalną klęskę oddziałów 5 psph zameldował w dowództwie Armii o rozbiciu jednostki, po czym chciał popełnić samobójstwo postrzeliwując się z pistoletu). Wkrótce z odsieczą Niemcom przyszła ich 27 DP i polska dywizja znalazła się w trudnej sytuacji. W rzeczywistości większość oddziałów walczyła dalej i cofała się w kierunku na Stopnicę. Jej oddziały w dotychczasowych ciężkich walkach poniosły duże straty i po odłączeniu się 6 pułku Strzelców Podhalańskich i 2 pułku Strzelców Podhalańskich, liczyły zaledwie ok. 3 tys. ludzi i 31 dział.
10 września dywizja została rozbita pod Rytwianami przez niemiecką 5 DPanc. Natomiast 6 psph – bardzo ciężko wykrwawiony – zdołał przedrzeć się przez linię okrążenia i po dalszym odwrocie przyłączył się do oddziałów Frontu Północnego za Wisłą, 2 psph przedarł się do własnych wojsk z GO „Śląsk”, zbierając po drodze wielu rozbitków z 5 i 6 psph.

## Organizacja wojenna i obsada personalna 22 DPG we wrześniu 1939

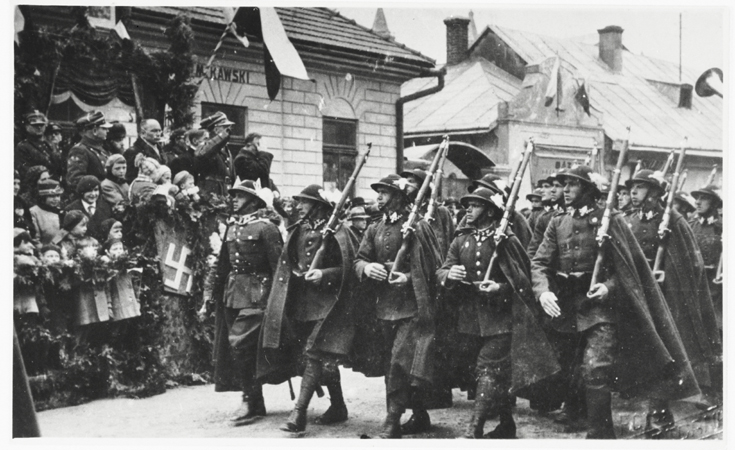
Święto pułkowe 2 pspodh, ul. Kościuszki w Sanoku 1936

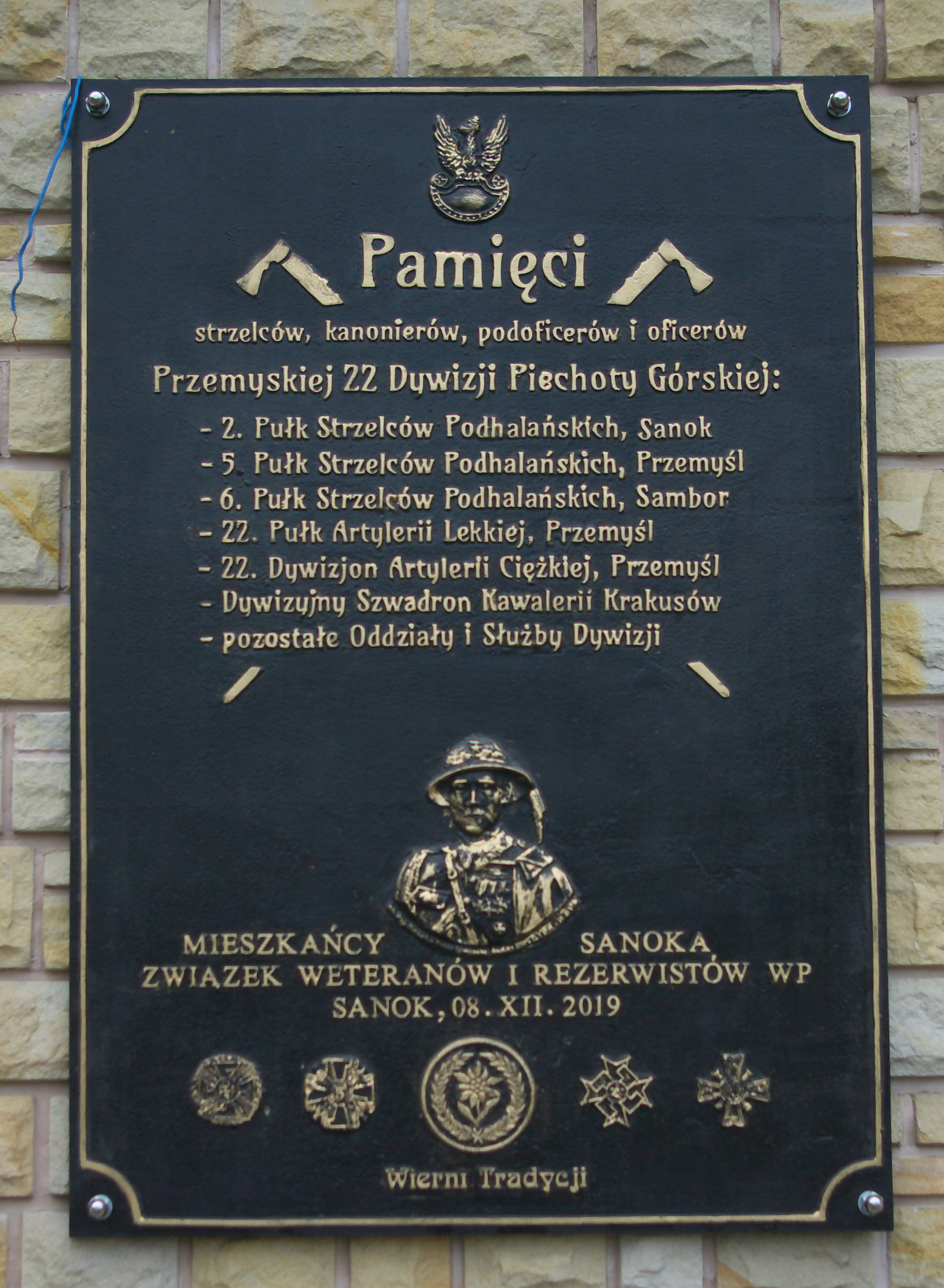
Tablica upamiętniająca na Placu Harcerskim w Sanoku

### Obsada personalna Kwatery Głównej 22 DPG
Obsada personalna Kwatery Głównej 22 DPG
- dowódca dywizji – płk dypl. piech. Leopold Endel-Ragis
- dowódca piechoty dywizyjnej – płk piech. Leon Grot
- oficer sztabu dowódcy piechoty dywizyjnej – mjr piech. Feliks Jan Marian Gross
- oficer sztabu dowódcy piechoty dywizyjnej – ppor. piech. Jerzy Zbigniew Olszewski
- dowódca artylerii dywizyjnej – płk art. Jan Woźniakowski
- oficer sztabu dowódcy artylerii dywizyjnej – kpt. art. Artur Józef Kasprzyk
- oficer sztabu dowódcy artylerii dywizyjnej – kpt. art. Ernest Krautwald †1940 Ukraina
- dowódca kawalerii dywizyjnej – mjr kaw. Czesław Jakóbiak †1940 Ukraina
- szef sztabu – ppłk dypl. piech. Feliks Tadeusz Wójcik †10 IX 1939 Kłoda
- oficer operacyjny – kpt. dypl. piech. Jan II Bielecki
- pomocnik oficera operacyjnego – por. piech. Józef Wojciechowski
- oficer wywiadowczy – por. art. Tadeusz Perdzyński
- oficer wywiadowczy – por. rez. Jan Wisłocki
- dowódca łączności – kpt. łącz. Antoni Dworzański[a] †10 IX 1939 Kłoda[22]
- kwatermistrz – kpt. dypl. art. Roman Józef Kosiński
- pomocnik kwatermistrza – kpt. adm. (piech.) Roman Zawarczyński
- dowódca taborów – kpt. tab. Zygmunt Lipowicz
- szef służby zdrowia – mjr lek. dr Zygmunt Rotter
- szef służby duszpasterskiej – st. kpl. ks. Stanisław Kontek †1940 Katyń
- szef służby intendentury – kpt. int. Mieczysław Leopold Stankiewicz †1940 Ukraina
- komendant kwatery głównej – kpt. piech. st. sp. Janusz Dukiet

### Planowana organizacja wojenna 22 DPG
W nawiasach zostały podane nazwy jednostek mobilizujących pododdziały występujące wyłącznie w organizacji wojennej dywizji piechoty.
dowództwo 22 Dywizji Piechoty Górskiej
- dowódcy broni
- sztab
- szefowie służb

Kwatera Główna 22 Dywizji Piechoty Górskiej
- kompania asystencyjna nr 197 (5 pspodh)
- pluton łączności KG 24 DP (Kompania Łączności 22 DPG)
- pluton pieszy żandarmerii nr 22 – ppor. rez. Stefan Bednarek
- kompania gospodarcza KG 22 DP (5 pspodh) – kpt. Wacław Hurczyn
- poczta polowa nr 43 (UPT Przemyśl)
- sąd polowy nr 22 (dowództwo 22 DPG)

Piechota dywizyjna
- 2 pułk Strzelców Podhalańskich – ppłk dypl. Stefan Szlaszewski
- 5 pułk Strzelców Podhalańskich – ppłk Antoni Żółkiewski
- 6 pułk Strzelców Podhalańskich – ppłk dypl. Mieczysław Dobrzański
- samodzielna kompania karabinów maszynowych i broni towarzyszącej nr 102 (2 pspodh) – por. Franciszek Urbuś
- kompania kolarzy nr 102 (5 psph) – por. Edward Berezowski

Artyleria dywizyjna
- 22 pułk artylerii lekkiej – ppłk Marian Surman
- 22 dywizjon artylerii ciężkiej (10 pac) – mjr Walerian Knyżyński
- samodzielny patrol meteorologiczny nr 22 (22 pal)

Jednostki broni
- 22 batalion saperów – kpt. Edward Morek
- 22 bateria motorowa artylerii przeciwlotniczej typ „A” (11 daplot) – por. Janusz Makarczyk[b]
- szwadron kawalerii dywizyjnej nr 22 (KR PWK 22 DP) – mjr Czesław Jakóbiak
- kompania telefoniczna 22 DPG (kompania łączności 22 DPG) – kpt. Mieczysław Bolesław Hawryluk
- pluton radio 22 DPG
- drużyna parkowa łączności 22 DPG

Jednostki i zakłady służb
- kompania sanitarna nr 12 (5 pspodh)
- szpital polowy Nr 12 (10 Szpital Okręgowy)
- polowa kolumna dezynfekcyjno-kąpielowa nr 12 (10 Szpital Okręgowy)
- polowa pracownia bakteriologiczno-chemiczna Nr 12 (10 Szpital Okręgowy)
- polowa pracownia dentystyczna nr 12 (10 Szpital Okręgowy)
- dowództwo grupy marszowej służb typ II nr 9 (10 dtab)
- dowództwo grupy marszowej służb typ II nr 10 (10 dtab)
- kolumna taborowa parokonna nr 9 (2 pspodh)
- kolumna taborowa parokonna nr 10 (2 pspodh)
- kolumna taborowa parokonna nr 11 (6 pspodh)
- kolumna taborowa parokonna nr 12 (22 pal)
- kolumna taborowa parokonna nr 13 (10 dtab)
- kolumna taborowa parokonna nr 14 (10 dtab)
- kolumna taborowa parokonna nr 15 (10 dtab)
- kolumna taborowa parokonna nr 16 (10 dtab)
- warsztat taborowy (parokonny) nr 9 (22 pal)
- pluton taborowy nr 22 (10 pac)
- park intendentury typ I nr 12 (5 pspodh)
- pluton parkowy uzbrojenia nr 12 (22 pal)

### Żołnierze Dywizji (w tym OZ) – ofiary zbrodni katyńskiej
Biogramy zamordowanych znajdują się na stronie internetowej Muzeum Katyńskiego
| Nazwisko i imię        | stopień              | zawód             | miejsce pracy przed mobilizacją    | zamordowany |
| ---------------------- | -------------------- | ----------------- | ---------------------------------- | ----------- |
| Kur Adolf              | podporucznik rezerwy | absolwent UJ      |                                    | Charków     |
| Mielech Mieczysław     | podporucznik rezerwy | urzędnik          | Ubezpieczalnia Społeczna w Krośnie | Charków     |
| Jakóbiak Czesław       | major                | żołnierz zawodowy |                                    | ULK         |
| Stankiewicz Mieczysław | kapitan              |                   |                                    | ULK         |

## Odtworzenie dywizji w ramach Armii Krajowej
W wyniku przeprowadzania akcji odtwarzania przedwojennych jednostek wojskowych w 1944 utworzono 22 Dywizję Piechoty AK „Jarosławską” w składzie 38 pp i 39 pp (Okręg Kraków, Podokręg Rzeszów).

## Tradycje
Tradycje przedwojennych oddziałów podhalańskich kontynuuje utworzona w 1994 21 Brygada Strzelców Podhalańskich im. gen. bryg. Mieczysława Boruty-Spiechowicza, której dowództwo stacjonuje w Rzeszowie.